# Simon, Kucher & Partners
Simon-Kucher (bis Januar 2023 Simon-Kucher & Partners) ist eine global tätige Unternehmensberatung mit Fokus auf Strategie, Marketing, Pricing und Vertrieb. Simon-Kucher beschäftigt derzeit rund 2.000 Mitarbeiter in 45 Büros weltweit, vor allem in Europa (insgesamt 23 Büros), darunter in Deutschland mit 6 Büros, sowie in Nordamerika (9 Büros), in Südamerika (2 Büros), im Raum Asien-Pazifik (9 Büros) und in Afrika (2 Büros).
Die Unternehmensgruppe besteht aus drei Dachgesellschaften: Dem deutschen Mutterunternehmen Simon, Kucher & Co. Holding GmbH mit Sitz in Bonn, deren operatives Geschäft von mehreren Tochterunternehmen in verschiedenen Ländern betrieben wird, und aus dem US-amerikanischen Unternehmen Simon, Kucher & Partners Strategy & Marketing Consultants, LLC mit Sitz in Cambridge, Massachusetts, sowie der LLP in Singapur.

## Die Unternehmensgruppe

### Geschichte
Simon-Kucher & Partners wurde im Jahre 1985 von Hermann Simon und seinen Doktoranden Eckhard Kucher und Karl-Heinz Sebastian in Deutschland gegründet. 1996 wurde das erste Auslandsbüro in Cambridge (Massachusetts) in den USA eröffnet. Von 1995 bis 2009 war Hermann Simon Vorsitzender der Geschäftsführung der Simon, Kucher & Co. Holding GmbH, die ihren Sitz in Bonn hat. Seit Januar 2020 wird das deutsche Mutterunternehmen von Andreas von der Gathen und Mark Billige geleitet. Die Dachgesellschaft in den USA namens Simon, Kucher & Partners Strategy & Marketing Consultants, LLC, die ihren Sitz in Cambridge (Massachusetts) hat, wurde zudem von Klaus Hilleke aufgebaut.
Das operative Geschäft der deutschen Holding wird in Deutschland von dem Tochterunternehmen Simon, Kucher & Partners Strategy & Marketing Consultants GmbH betrieben, das seinen Sitz ebenfalls in Bonn hat sowie gleichfalls von Andreas von der Gathen und Mark Billige geleitet wird. Weitere Tochterunternehmen bestehen in mehreren Ländern in Europa sowie in Australien, Japan, Singapur, Südamerika, den Vereinigten Arabischen Emiraten und der Volksrepublik China. In Nordamerika ist Simon-Kucher durch die Dachgesellschaft in den USA, die Simon, Kucher & Partners Strategy & Marketing Consultants, LLC, vertreten, in Singapur durch die LLP.
Der weltweite Umsatz der Unternehmensgruppe belief sich im Geschäftsjahr 2019 auf 358 Millionen Euro und wuchs damit im Vergleich zum Vorjahr um 16 Prozent.

### Büros
Die Unternehmensgruppe ist gegenwärtig mit insgesamt 45 Büros in 30 Ländern vertreten. Im Jahre 2012 wurden Büros in Istanbul und Dubai eröffnet. Seit 2013 ist Simon-Kucher mit Büros in Lateinamerika präsent: São Paulo, Brasilien, und Santiago de Chile. Im Jahre 2016 wurde ein zweites Büro im Silicon Valley (jetzt San Francisco und Mountain View) eröffnet, außerdem sind Niederlassungen in Genf, Hamburg und Stockholm hinzugekommen. 2017 eröffnete Simon-Kucher ein Büro in Hongkong. 2018 eröffnete das Unternehmen neben den neuen Standorten Chicago und Shanghai sowie Mexiko-Stadt mit dem Büro in Kairo auch die erste Niederlassung auf dem afrikanischen Kontinent. Anfang 2023 wurde in Johannesburg, Südafrika, das zweite Büro von Simon-Kucher in Afrika eröffnet.

### Fokus
Simon-Kucher konzentriert sich bei ihrer Beratungstätigkeit auf die Bereiche Strategie, Marketing und Vertrieb. In den Studien „Management Consulting 2007“ sowie 2011 des Rheinbacher Wirtschaftsprofessors Dietmar Fink in Kooperation mit dem manager magazin belegt Simon-Kucher jeweils den 1. Rang beim Beratungsbereich „Marketing/Vertrieb “ – neben den Branchengrößen wie A.T. Kearney, The Boston Consulting Group, McKinsey & Company oder Roland Berger Strategy Consultants, welche die anderen Bereiche dominieren.
Die Kernkompetenz liegt im Bereich „Ertragssteigerung und profitables Wachstum“. Simon-Kucher wurde unter anderem 2004 vom englischsprachigen Wirtschaftsmagazin BusinessWeek als „world leader in giving advice to companies on how to price their products“ eingestuft, von Gilbert Toppin und Fiona Czerniawska in deren 2005 in englischer Sprache erschienenem Sachbuch Business Consulting als „the world’s leading pricing consultancy“ bezeichnet und von der Wirtschaftswoche 2007 als „Marktführer bei Pricing-Strategien“ beschrieben.

### Klienten, Branchen
Zu den Klienten von Simon-Kucher gehören nach eigenen Angaben sowohl Startup-Unternehmen und Mittelständler als auch Großunternehmen.
Simon-Kucher ist für Klienten aus den folgenden Branchen tätig: Automobilhersteller und -zulieferer, Banking & Financial Services, Produzenten von Basismaterialien, Bau, Business Services, Chemie, Elektronik, Energie, Handel & Konsumgüter, Immobilien & Gebäudewirtschaft, Industriegüter und -dienstleistungen, Internet, Krankenversicherungen, Maschinenbau, M&A/Private Equity, Medien & Unterhaltung, Medizintechnik, Öffentlicher & Sozialer Sektor, Pharmazeutika, Software, Telekommunikation, Tourismus, Transport & Logistik, Versicherungen.

## Auszeichnungen
Das manager magazin stufte Simon-Kucher nach Umfragen unter deutschen Top-Managern in den Jahren 2007, 2011 und 2021 als „besten Marketing- und Vertriebsberater“ ein.
Eine gemeinsame Studie von brand eins und Statista zeichnete das Beratungsunternehmen als „Bester Berater 2014 in den Bereichen Marketing & Pricing sowie Vertrieb & CRM“ aus. In den Folgejahren 2015 bis 2019 wurde Simon-Kucher jährlich ebenfalls als „Bester Berater“ im Bereich „Marketing, Marke & Pricing“ ausgezeichnet. Auch im Jahr 2022 wurde Simon-Kucher nun zum neunten Mal in Folge als „Bester Berater“ in den Beratungsfeldern „Marketing, Marke, Pricing“ sowie „Vertrieb, After Sales, CRM“ als auch in der Branche „Konsumgüter“ ausgezeichnet.
Anfang 2018 wurde Simon-Kucher von der Financial Times als führendes Beratungsunternehmen in Großbritannien im Bereich „marketing, brand & pricing“ ausgezeichnet.